# 日本の車両基地一覧

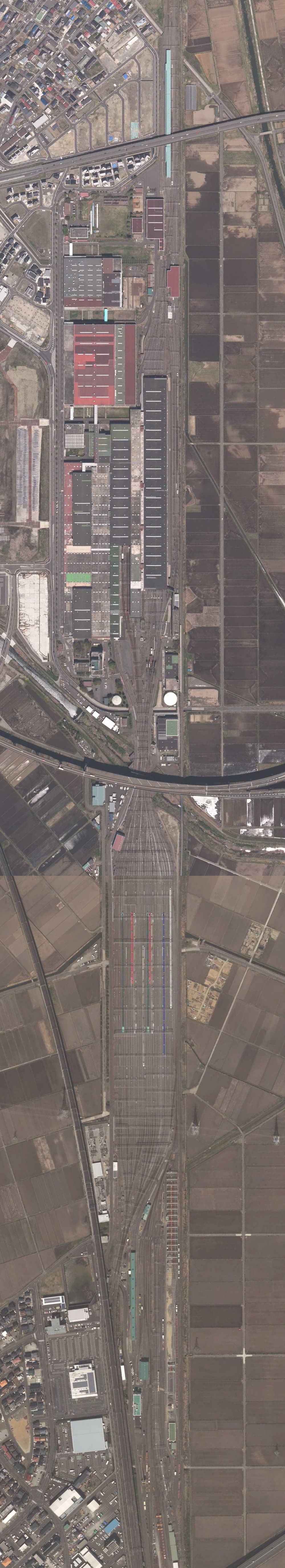
新幹線総合車両センター（宮城県宮城郡利府町）周辺の空中写真（2019年4月撮影の合成写真）

日本の車両基地（にほんのしゃりょうきち）は、日本に存在する鉄道車両の車両基地について、JR各社は支社別、大手私鉄および公営鉄道は会社別、準大手・地方私鉄および第三セクターは地方別に、統合などで廃止された基地および開設予定の基地を含めて列挙したものである。
なお、車両をもたない鉄道会社（神戸高速鉄道等の第三種鉄道事業者）、車両の管理を他社に委託する鉄道会社（野岩鉄道〈東武鉄道に委託〉・横浜高速鉄道〈東急電鉄に委託〉等）、ケーブルカー（鋼索鉄道）などは割愛する。
車両基地名および場所等は特記なければ、2023年（令和5年）4月1日現在のデータ。
各車両基地の詳細は、それぞれのリンク先を参照。

## 各車両基地の旧名称および閉鎖・廃止基地の表記
各節の各車両基地の旧名称および閉鎖・廃止基地の表記については、以下のように表記する。
1. 各車両基地の旧名称は、現名称の直前の名称を表記する。
2. 閉鎖・廃止基地は、名称の頭に『★』を付ける。
3. 各車両基地が閉鎖・廃止になった場合、現有基地の下（JRは各本部・支社の一番下、私鉄、公営および第三セクターは各社の一番下）に表記する。
4. 上記1.および2.において、基地の統廃合などによる名称変更や閉鎖・廃止の場合、各節別毎の表記方法に従う。

## JRの車両基地
太字は車両配置のある車両基地。〈 〉内に配置車両の車体に記される電略号を示す。また、開設予定の基地は、所属が未定の場合は末尾にまとめて示す。
各車両基地の旧名称は以下の場合のみを表記する。
1. 1987年4月以降に車両配置区の名称、管轄支社・部署、電略号全てが変更または名称と管轄支社・部署か電略号のどちらかが変更
2. 車両配置区が車両無配置となり、名称変更かつ電略号が無表記になった
3. 車両無配置基地が車両配置区となり、名称変更かつ電略号が付いた

また、以下の場合は、旧称を無表記とする（一部に例外あり）。
1. 名称か、管轄支社・部署の変更のみの場合（例：川越車両センター〈宮ハエ〉←旧・川越電車区〈宮ハエ〉、網干総合車両所〈近ホシ←神ホシ〉、秋田総合車両センター←旧・土崎工場）
2. 車両工場がJR化後に車両配置された場合（例：吹田総合車両所〈近スイ〉←旧・吹田工場〈近スイ←京スイ〉←吹田工場）
3. 国鉄時代に車両無配置になり、JR化後に名称変更した場合（例：鎌倉車両センター東神奈川派出所←旧・東神奈川電車区〈南ヒナ〉）
4. 車両無配置基地の名称変更の場合（例：高崎車両センター籠原派出所←旧・籠原運輸区）
5. 工場や電車区などが統合で名称変更した場合
  1. 単なる統合での名所変更の場合（例：鎌倉車両センター〈横クラ〉←鎌倉総合車両センター〈横クラ〉←鎌倉総合車両所〈横クラ〉←旧・大船電車区〈横フナ〉、旧・大船工場）
  2. 統合先の支所や派出所に名所変更したが電略号が変更しない場合（例：吹田総合車両所森ノ宮支所〈近モリ〉←旧・森ノ宮電車区〈近モリ←大モリ←本モリ〉）

### 北海道旅客鉄道
- 本社鉄道事業本部

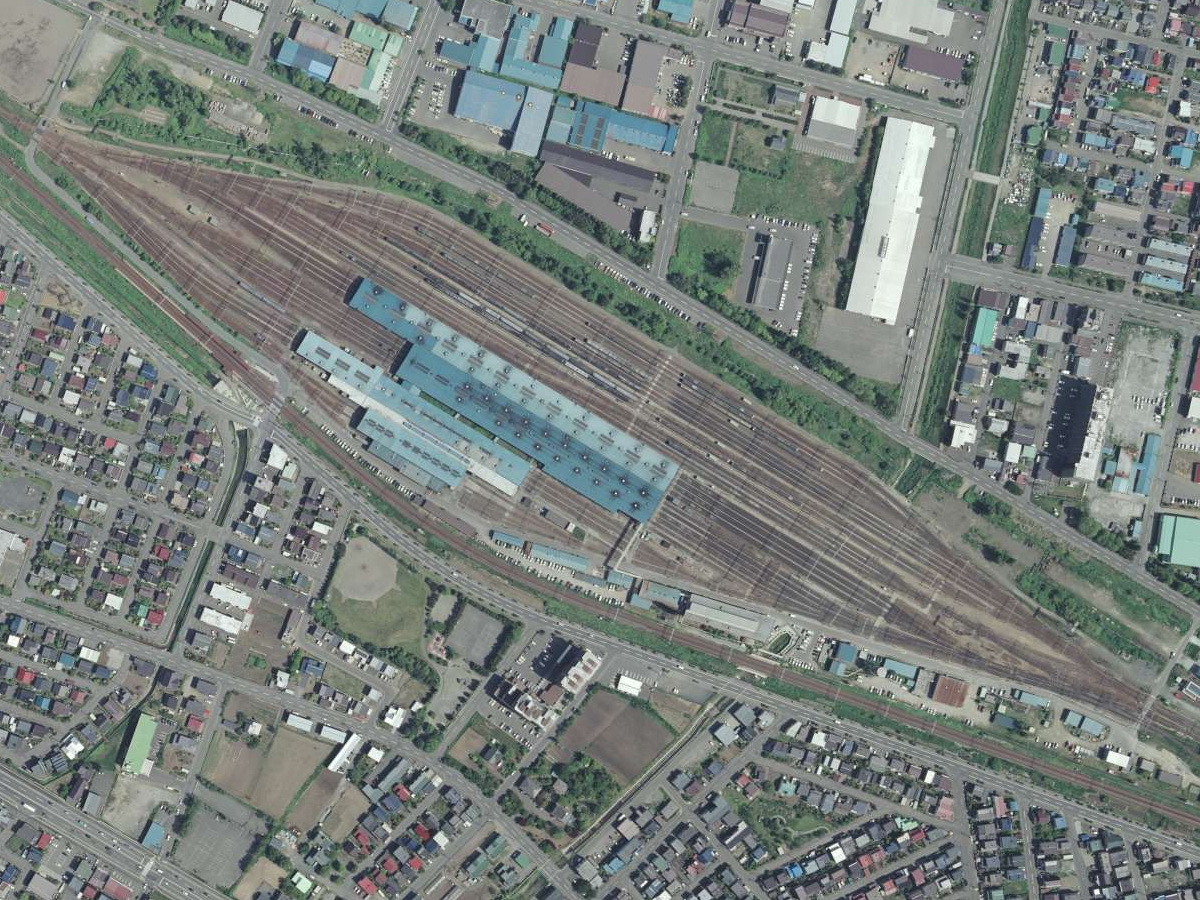
札幌運転所の空中写真（2008年5月撮影）

  - 札幌運転所〈札サウ〉：北海道札幌市手稲区（稲穂駅隣接）
  - 苗穂運転所〈札ナホ／苗〉：北海道札幌市東区（苗穂駅構内）
  - 苫小牧運転所〈札トマ〉：北海道苫小牧市（苫小牧駅構内）
  - 岩見沢運転所〈札イワ〉[注 2]：北海道岩見沢市（岩見沢駅構内）
  - 日高線運輸営業所〈日〉[注 2]：北海道苫小牧市（苫小牧駅構内）
  - 苗穂工場：北海道札幌市東区（苗穂駅構内）

- 函館支社
  - 函館運輸所〈函ハコ／函〉：北海道函館市（函館駅）
  - 函館新幹線総合車両所〈函ハシ〉：北海道亀田郡七飯町、北斗市
  - ★五稜郭車両所：北海道函館市（五稜郭駅構内）[注 3][5]

- 旭川支社
  - 旭川運転所〈旭アサ／旭〉：北海道旭川市（新旭川駅 - 永山駅間・北旭川駅構内）
  - 名寄運転所（旧・宗谷北線運輸営業所〈宗〉）：北海道名寄市（名寄駅構内）
  - 北見運転所：北海道北見市（北見駅構内）

- 釧路支社
  - 釧路運輸車両所〈釧クシ／釧〉：北海道釧路市（新富士駅 - 釧路駅間）
  - 帯広運転所〈釧オヒ〉[注 2]：北海道帯広市（西帯広駅 - 柏林台駅間・帯広貨物駅構内）

- 開設予定
  - 札幌駅東側：北海道新幹線の引上線・留置線が設置される予定であるが、規模や名称等は未定[6]。

### 東日本旅客鉄道
- 新幹線統括本部

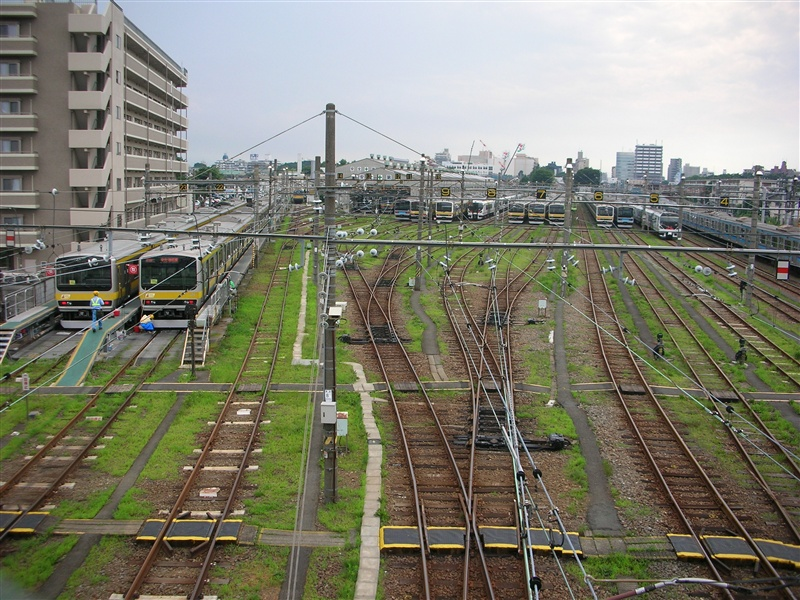
三鷹車両センター（東京都・JR東日本）

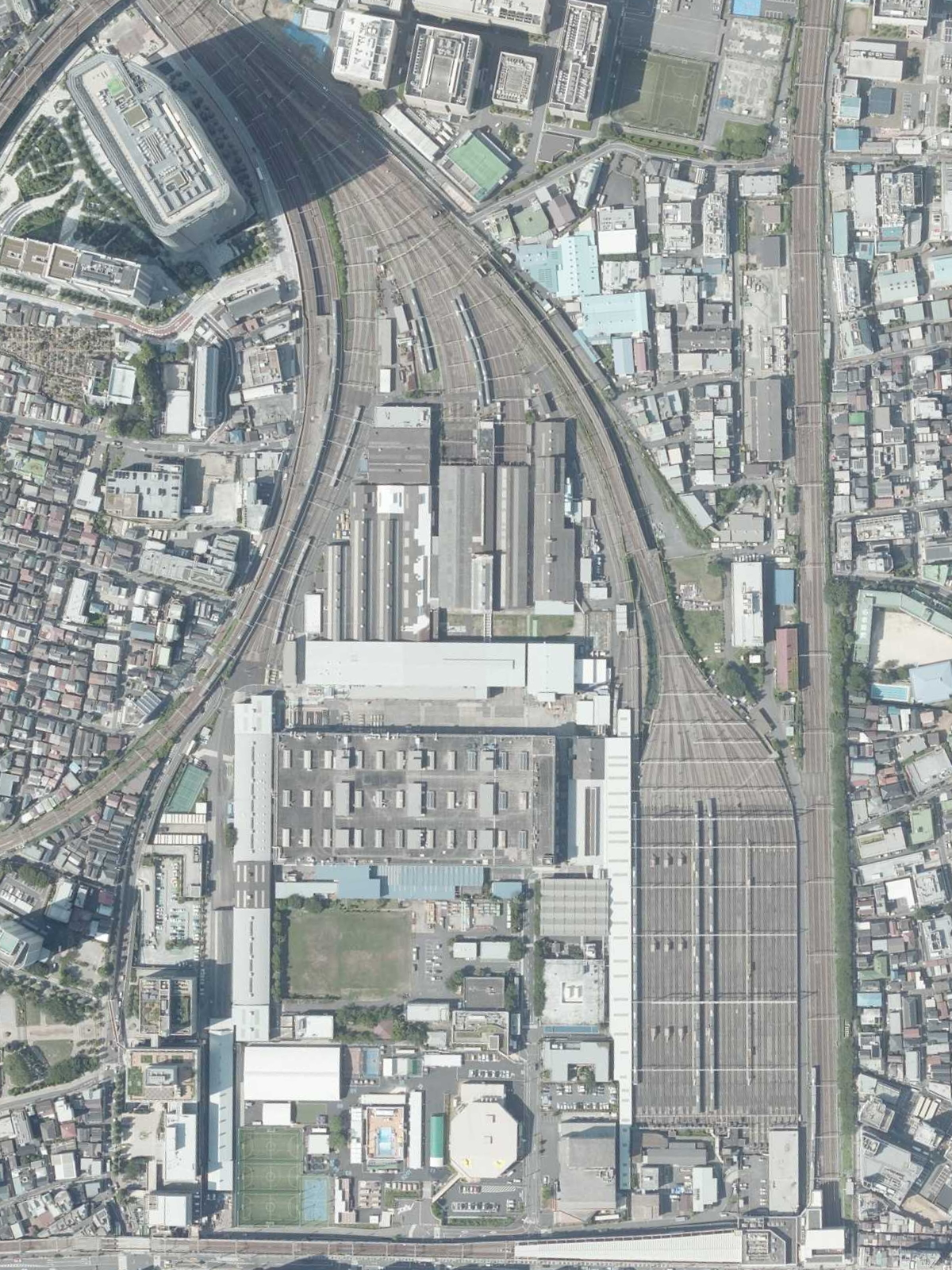
東京総合車両センター周辺の空中写真（2019年8月撮影）

  - 新幹線総合車両センター〈幹セシ[7]〉（旧・仙台総合車両所〈仙セン〉）：宮城県宮城郡利府町（新利府駅隣接）
  - 秋田新幹線車両センター〈幹アキ[8]〉（旧・秋田車両センター〈秋アキ[注 4]〉）：秋田県秋田市（秋田駅 - 四ツ小屋駅間）
  - 山形新幹線車両センター〈幹カタ[7]／山〉（旧・山形車両センター〈仙カタ〉）：山形県山形市（山形駅南
  - 新潟新幹線車両センター〈幹ニシ[7]〉（旧・新潟新幹線第一運転所〈新ニイ〉）：新潟県新潟市東区（新潟貨物ターミナル駅北側隣接）
  - 長野新幹線車両センター〈幹ナシ[7]〉（旧・長野新幹線運転所〈長ナノ〉）：長野県長野市（長野駅 - 飯山駅間）
  - 盛岡新幹線車両センター：岩手県盛岡市（盛岡駅 - いわて沼宮内駅間）
    - 青森派出所：青森県青森市（新青森駅 - 奥津軽いまべつ駅間）[9]

  - 小山新幹線車両センター：栃木県小山市（小山駅北）
    - 那須塩原派出所（那須塩原電留線）：栃木県那須塩原市（那須塩原駅北東）[10]

  - 東京新幹線車両センター：東京都北区（田端信号場駅近接）

- 東北本部
  - 秋田総合車両センター
    - 本所：秋田県秋田市（泉外旭川駅 - 土崎駅間）
    - 南秋田センター〈北アキ／秋〉：秋田県秋田市（秋田駅 - 四ツ小屋駅間）

  - 郡山総合車両センター
    - 本所〈北コリ〉：福島県郡山市（郡山駅南）
    - 郡山派出所〈北コリ／郡〉（旧・磐越東線営業所郡山車両派出所〈仙ハト〉／磐）：福島県郡山市（郡山駅構内）

  - 盛岡車両センター
    - 本所〈盛モリ／盛〉（旧・盛岡運転所〈盛モリ〉←旧・盛岡客車区〈盛モカ〉[例外 1]）[11]：岩手県盛岡市（盛岡駅構内）
    - ★青森派出所〈盛モリ／青〉（旧・青森車両センター〈盛アオ／青）青森県青森市（青森駅 - 油川駅間・新油川信号場南東）
    - 八戸派出所〈盛モリ〉（旧・八戸運輸区〈盛ハヘ〉）：青森県八戸市（八戸駅 - 陸奥市川駅間・八戸貨物駅構内）
    - 一ノ関派出所〈盛モリ〉（旧・一ノ関運輸区〈盛イチ〉）：岩手県一関市（一ノ関駅構内）

  - 仙台車両センター
    - 本所〈北セン／仙〉：宮城県仙台市宮城野区（仙台駅 - 東仙台駅間）
    - 宮城野派出所〈北セン〉（旧・仙台電車区宮城野派出所〈仙セン〉←旧・宮城野電車区〈仙ミノ〉[例外 2]）[12]：宮城県仙台市宮城野区（宮城野信号場構内）
    - 小牛田派出所〈北ココ〉（旧・小牛田運輸区）：宮城県遠田郡美里町（小牛田駅構内）

  - 弘前総括センター（旧・つがる運輸区←旧・弘前運輸区〈秋ヒロ〉[例外 3]）：青森県弘前市（弘前駅構内）
  - 新庄総括センター（旧・新庄運転区〈仙シウ／庄←秋シン／庄〉[13][14]）：山形県新庄市（新庄駅構内）

- 首都圏本部
  - 東京総合車両センター
    - 本所〈都トウ〉：東京都品川区（大崎駅南、大井町駅隣接）
    - 田町センター（旧・田町車両センター〈東チタ〉）：東京都港区（田町駅 - 品川駅間）

  - 大宮総合車両センター
    - 本所：埼玉県さいたま市大宮区（大宮駅北）
    - 東大宮センター〈都オオ〉（旧・小山車両センター東大宮派出所）：埼玉県さいたま市北区・見沼区（土呂駅 - 東大宮駅間、東大宮操車場構内）

  - 長野総合車両センター〈都ナノ／長野〉：長野県長野市（長野駅 - 北長野駅間）
  - 勝田車両センター〈都カツ〉：茨城県ひたちなか市（勝田駅北）
  - 水郡線統括センター〈都スイ〉（旧・水郡線営業所〈水スイ〉←旧・常陸大子運転所〈水タイ〉[例外 4]）：茨城県久慈郡大子町（常陸大子駅構内）
  - 高崎車両センター
    - 本所〈都タカ／高〉（旧・新前橋電車区〈高（髙）シマ〉）：群馬県前橋市（新前橋駅隣接）
    - 籠原派出所：埼玉県熊谷市（籠原駅構内）

  - ぐんま車両センター〈都クン／群〉（旧・高崎車両センター高崎支所〈高（髙）タカ／高〉）：群馬県高崎市（高崎駅南東）
  - さいたま車両センター〈都サイ〉（旧・浦和電車区〈宮ウラ〉）：埼玉県さいたま市南区・川口市（南浦和駅南）
  - 小山車両センター〈都ヤマ〉：栃木県下野市（小金井駅北）
  - 川越車両センター〈都ハエ〉：埼玉県川越市（南古谷駅東）
  - 尾久車両センター〈都オク／尾〉：東京都北区（尾久駅構内）
    - ★田端運転所〈田〉[注 2]：東京都北区（尾久車両センター南）

  - 松戸車両センター
    - 本所〈都マト〉：千葉県松戸市（松戸駅南）
    - 我孫子派出所：千葉県我孫子市（我孫子駅 - 天王台駅間）

  - 豊田車両センター
    - 本所〈都トタ〉：東京都日野市（豊田駅南西）
    - 武蔵小金井派出所（旧・武蔵小金井電車区〈八ムコ〉）：東京都小金井市（武蔵小金井駅 - 国分寺駅間）

  - 三鷹車両センター〈都ミツ〉：東京都三鷹市（三鷹駅南）
  - 幕張車両センター
    - 本所〈都マリ〉：千葉県千葉市花見川区（津田沼駅 - 幕張駅間、幕張本郷駅隣接）
    - 木更津派出〈都マリ〉（旧・千葉運転区木更津支区〈千キサ〉）：千葉県木更津市（木更津駅構内）
    - 一ノ宮派出：千葉県長生郡一宮町（上総一ノ宮駅構内）
    - 鴨川派出：千葉県鴨川市（安房鴨川駅構内）

  - 京葉車両センター〈都ケヨ〉（旧・京葉電車区〈千ケヨ〉←旧・習志野電車区新習志野派出所[注 5][15]）[例外 5][16]：千葉県千葉市美浜区・習志野市（幕張豊砂駅隣接）
  - 鎌倉車両センター
    - 本所〈都クラ〉：神奈川県鎌倉市（大船駅西）
    - 中原支所〈都ナハ〉：神奈川県川崎市中原区（武蔵中原駅西北）
    - 東神奈川派出所：神奈川県横浜市神奈川区（東神奈川駅南東）
    - 橋本派出所：神奈川県相模原市緑区（橋本駅南東）
    - 逗子派出所：神奈川県逗子市（逗子駅構内）
    - 磯子派出所：神奈川県横浜市磯子区（磯子駅北東）

  - 国府津車両センター〈都コツ〉：神奈川県小田原市（国府津駅 - 下曽我駅間）
  - 松本車両センター〈都モト〉：長野県松本市（松本駅構内）
  - 小海線統括センター〈都コミ〉：長野県佐久市（中込駅構内）[注 6]
  - 宇都宮運輸区（旧・宇都宮運転所〈宮ミヤ／宇〉）：栃木県宇都宮市（宇都宮駅隣接）
  - 池袋運輸区：東京都豊島区（池袋駅 - 板橋駅間、東武東上線北池袋駅近接）
  - 大田運輸区（旧・蒲田電車区〈東カマ〉）：東京都大田区（蒲田駅南）
  - 中野統括センター 中野南乗務ユニット：東京都中野区（中野駅構内）
  - 武蔵野運輸区：埼玉県所沢市（東所沢駅北東）
  - 習志野運輸区（旧・習志野電車区〈千ラシ〉）：千葉県船橋市（津田沼駅西南）
  - 湘南・相模統括センター（旧・茅ヶ崎運輸区←旧・茅ヶ崎運転区〈東チサ〉[例外 6]）：神奈川県茅ヶ崎市（茅ケ崎駅構内）
  - 鶴見線営業所（旧・弁天橋電車区〈東テシ〉）：神奈川県横浜市鶴見区（弁天橋駅北西）
  - 内原電留線：茨城県水戸市（友部駅 - 内原駅間）
  - 土浦電留線（土浦運輸区）：茨城県土浦市（土浦駅北）
  - 錦糸町駅電留線：東京都墨田区（錦糸町駅構内）[17]
  - 板橋駅電留線：東京都豊島区（板橋駅構内）[18]
  - 拝島電留線：東京都昭島市（拝島駅構内）
  - 青梅駅電留線：東京都青梅市（青梅駅構内）
  - 矢向駅電留線：神奈川県横浜市鶴見区（矢向駅構内）
  - 甲府電留線：山梨県甲府市（甲府駅西）
  - ★下十条運転区：東京都北区（東十条駅構内）[19][注 7]
- 新潟支社
  - 新潟車両センター
    - 本所〈新ニイ／新潟〉（旧・上沼垂運転区〈新カヌ〉）：新潟県新潟市東区（越後石山駅 - 新潟駅間）
    - 新津派出所（旧・新津運輸区〈新ニツ／新津〉）：新潟県新潟市秋葉区（新津駅構内）

  - 庄内総括センター（旧・酒田運輸区〈新サカ〉）：山形県酒田市（酒田駅構内）
  - ★長岡車両センター〈新ナカ／長岡〉[注 8]：新潟県長岡市（宮内駅 - 長岡駅間）

### 東海旅客鉄道
仕業検査、交番検査、台車検査、臨時検査、全般検査施工箇所
- 東海鉄道事業本部
  - 大垣車両区〈海カキ〉：岐阜県大垣市（大垣駅西北西）
  - 神領車両区〈海シン〉：愛知県春日井市（神領駅構内）
  - 名古屋車両区〈海ナコ〉：愛知県名古屋市中村区（関西本線名古屋駅 - 八田駅間）
  - 美濃太田車両区〈海ミオ／美〉：岐阜県美濃加茂市（太多線美濃太田駅 - 美濃川合駅間）
  - 伊那松島運輸区：長野県上伊那郡箕輪町（伊那松島駅構内）
  - 豊橋運輸区（旧・豊橋電車区〈海トヨ〉）：愛知県豊橋市（豊橋駅構内）
  - 中津川運輸区：岐阜県中津川市（中津川駅構内）
  - 高山運輸区：岐阜県高山市（高山駅構内）
  - 名古屋工場：愛知県名古屋市中川区（名古屋車両区南西）
  - ★伊勢車両区〈海イセ〉[注 9][20]：三重県伊勢市（伊勢市駅構内）

- 静岡支社
  - 静岡車両区〈静シス／静〉：静岡県静岡市葵区（東海道本線東静岡駅 - 静岡駅間）
  - 沼津運輸区：静岡県沼津市（沼津駅構内）
  - 浜松運輸区：静岡県浜松市中央区（JR貨物西浜松駅構内）
  - 富士運輸区：静岡県富士市（富士駅西）

- 新幹線鉄道事業本部
  - 大井車両基地：東京都品川区（東京貨物ターミナル駅構内）
  - 東京仕業検査車両所
    - 東京交番検査車両所〈幹トウ〉
    - 東京修繕車両所
    - 三島車両所：静岡県駿東郡長泉町（三島駅構内）

  - 静岡電留線：静岡県静岡市葵区（東静岡駅近接）
  - 浜松工場：静岡県浜松市中央区（JR貨物西浜松駅隣接）

- 関西支社
  - 名古屋車両所：愛知県名古屋市中村区（名古屋駅北西）
  - 鳥飼車両基地：大阪府摂津市（京都駅 - 新大阪駅間）
    - 大阪仕業検査車両所
    - 大阪修繕車両所
    - 大阪交番検査車両所〈幹オサ〉
    - 大阪台車検査車両所

- 開設予定
  - 関東車両基地（仮称）：神奈川県相模原市緑区（神奈川県駅（仮称・橋本駅近く）近接、中央新幹線）[21]
  - 中部総合車両基地（仮称）：岐阜県中津川市（岐阜県駅（仮称・美乃坂本駅近く）近接、中央新幹線）[21]

### 西日本旅客鉄道
- 山陽新幹線統括本部
  - 博多総合車両所

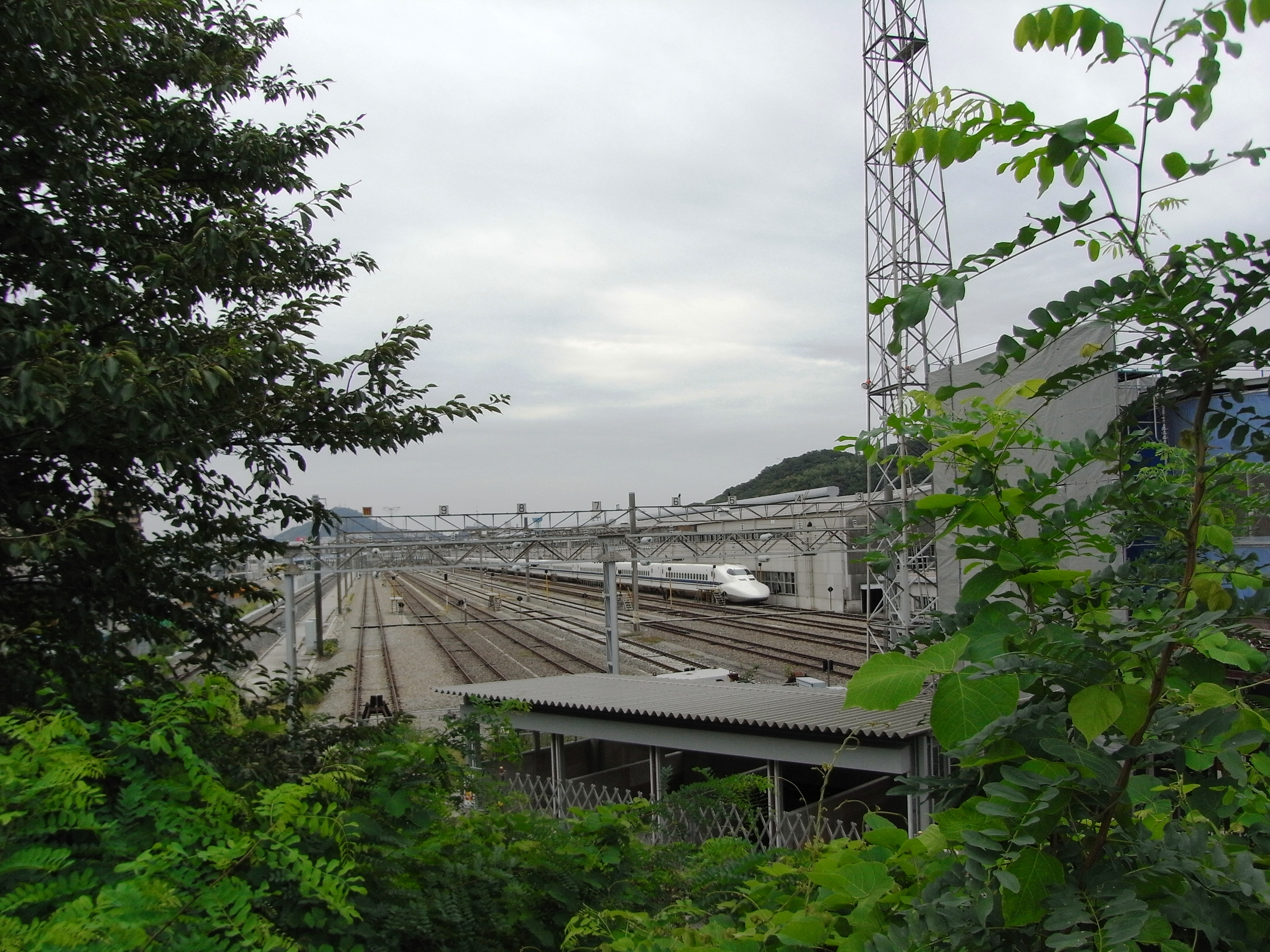
博多総合車両所広島支所（広島県・JR西日本）

    - 本所〈幹ハカ〉：福岡県那珂川市（博多南駅隣接）
    - 岡山支所：岡山県岡山市北区（下関総合車両所岡山電車支所隣接）
    - 広島支所：広島県広島市東区（矢賀駅北側）

- 金沢支社
  - 金沢総合車両所（金沢車両区に改組）
    - 松任本所：石川県白山市（松任駅北側）
    - 運用検修センター〈金サワ〉：石川県金沢市（金沢駅 - 東金沢駅間）
    - 富山支所〈金トヤ／富〉：富山県富山市（富山駅 - 新富山口駅間）
    - 糸魚川運転派出所：新潟県糸魚川市（糸魚川駅構内）
    - 高岡運転派出所：富山県高岡市（高岡駅構内）
    - 敦賀支所〈金ツル／敦〉：福井県敦賀市（敦賀駅構内）
      - 福井派出所〈金フイ〉：福井県福井市（南福井駅構内）

  - 白山総合車両所
    - 本所〈金ハク〉：石川県白山市（金沢駅から福井方11km付近、IRいしかわ鉄道線：西松任駅隣接）
    - 敦賀支所：福井県敦賀市（金沢総合車両所敦賀支所隣接）[22]

- 近畿統括本部
  - 吹田総合車両所
    - 本所〈近スイ〉：大阪府吹田市（岸辺駅 - 吹田駅間）
    - 京都支所〈近キト〉（旧・京都総合運転所〈近キト←京キト〉←向日町運転所〈京ムコ←本ムコ←近ムコ〉[例外 7]）[23]：京都府向日市（向日町駅 - 長岡京駅間）
    - 亀山派出所〈近カメ〉：三重県亀山市（亀山駅構内）
    - 奈良支所〈近ナラ〉：奈良県奈良市（平城山駅隣接）
    - 王寺派出所：奈良県北葛城郡王寺町（王寺駅隣接）
    - 森ノ宮支所〈近モリ〉：大阪府大阪市中央区（森ノ宮駅 - 大阪城公園駅間）
    - 日根野支所〈近ヒネ〉：大阪府泉佐野市（日根野駅 - 長滝駅間）
    - 新在家派出所〈近ヒネ〉（旧・日根野電車区新在家派出所〈近ヒネ←大ヒネ〉←和歌山列車区新和歌山車両センター〈和ワカ〉[例外 8]）[24]：和歌山県和歌山市（和歌山駅 - 田井ノ瀬駅間）
    - 鳳派出所[注 10]：大阪府堺市西区（鳳駅南）
    - 福知山支所〈近フチ〉[25]：京都府福知山市（福知山駅 - 上川口駅間）
    - 豊岡派出所〈近トカ／豊〉：兵庫県豊岡市（豊岡駅構内）

  - 網干総合車両所
    - 本所〈近ホシ〉：兵庫県揖保郡太子町（網干駅 - 竜野駅間）
    - 余部派出所〈近ヨヘ〉（旧・姫路鉄道部〈近ヒメ〉）：兵庫県姫路市（余部駅 - 太市駅間）
    - 宮原支所〈近ミハ／宮〉：大阪府大阪市淀川区（新大阪駅西、北方貨物線近接）
    - 野洲派出所：滋賀県野洲市（野洲駅東）
    - 米原派出所：滋賀県米原市（米原駅北）
    - 明石支所〈近アカ〉：兵庫県明石市（明石駅 - 西明石駅間）
    - 加古川派出所〈近カコ〉（旧・網干総合車両所加古川派出所〈近カコ←近ホシ←神ホシ〉←旧・加古川鉄道部〈神カコ〉[例外 9]）[26]：兵庫県加古川市（厄神駅構内）
    - 高槻派出所（旧・吹田工場高槻派出所〈京スタ〉）：大阪府高槻市（高槻駅構内）
    - 放出派出所（旧・森ノ宮電車区放出派出所←旧・淀川電車区〈大ヨト〉[例外 10]）[27]：大阪府東大阪市（放出駅南東）

  - 梅小路運転区〈梅〉：京都府京都市下京区（京都鉄道博物館隣接）
  - このほか留置線として、以下のものがある。
    - 園部電留線：京都府南丹市（園部駅構内）
    - 近江今津電留線：滋賀県高島市（近江今津駅構内）
    - 天理電留線：奈良県天理市（天理駅北西）
    - 北伊丹電留線：兵庫県伊丹市（北伊丹駅構内）
    - 新三田電留線：兵庫県三田市（新三田駅北西）
    - 塚口電留線：兵庫県尼崎市（塚口駅構内）
    - 柘植留置線：三重県伊賀市（柘植駅構内）
    - 祝園電留線：京都府相楽郡精華町（祝園駅構内）
    - 御坊電留線：和歌山県御坊市（御坊駅構内）
    - 紀伊田辺電留線：和歌山県田辺市（紀伊田辺運転区構内）
    - 白浜電留線：和歌山県西牟娄郡（白浜駅構内）
    - 新宮電留線：和歌山県新宮市（新宮駅構内）

- 中国統括本部
  - 下関総合車両所
    - 本所：山口県下関市（幡生駅構内）
    - 運用検修センター〈中セキ／関〉：山口県下関市（下関駅構内）
    - 新山口支所〈中クチ〉（旧・山口鉄道部車両管理室〈広クチ〉←旧・小郡運転区〈広コリ〉[例外 11]）[28]：山口県山口市（新山口駅構内）
    - 広島支所〈中ヒロ〉：広島県広島市南区（天神川駅 - 広島駅間）
    - 岡山電車支所〈中オカ／岡〉[29]：岡山県岡山市北区（岡山駅 - 北長瀬駅間）

  - 後藤総合車両所
    - 本所：鳥取県米子市（後藤駅構内）
    - 運用検修センター〈中トウ／後〉（旧・米子運転所〈米ヨナ〉）：鳥取県米子市（米子駅構内）
    - 鳥取支所〈中トリ〉：鳥取県鳥取市（鳥取駅 - 湖山駅間）
    - 出雲支所〈中イモ〉：島根県出雲市（西出雲駅 - 出雲神西駅間）
    - 浜田派出所〈中ハタ〉：島根県浜田市（浜田駅構内）
    - 岡山気動車支所〈中オカ〉：岡山県岡山市北区（岡山駅 - 法界院駅間）
    - 津山派出所：岡山県津山市（津山駅構内）

  - 木次鉄道部〈米キス〉[注 2]：島根県雲南市（木次駅構内）

### 四国旅客鉄道
- 本社鉄道事業本部
  - 高松運転所〈四カマ／高〉：香川県高松市（高松駅 - 香西駅間）
  - 徳島運転所〈四トク／徳〉：徳島県徳島市（徳島駅構内）
  - 松山運転所〈四マツ／松〉：愛媛県松山市（北伊予駅 - 伊予横田駅間）
  - 高知運転所〈四コチ／知〉：高知県高知市（布師田駅 - 土佐一宮駅間）
  - 多度津工場：香川県仲多度郡多度津町（多度津駅西）

### 九州旅客鉄道
- 本社鉄道事業本部
  - 小倉総合車両センター
    - 本所：福岡県北九州市小倉北区（日豊本線西小倉駅 - 南小倉駅間）
    - 門司港派出〈本コラ〉[注 2]（旧・門司港運転区〈本モコ〉）[30]：福岡県北九州市門司区（門司港駅構内）

  - 南福岡車両区〈本ミフ〉：福岡県福岡市博多区（南福岡駅構内）
    - 竹下車両派出：（旧・竹下気動車区〈本タケ〉）：福岡県福岡市博多区（竹下駅構内）

  - 筑豊篠栗鉄道事業部直方車両センター〈本チク〉：福岡県直方市（直方駅構内）
  - 佐賀鉄道事業部唐津車両センター〈本カラ〉：佐賀県唐津市、西唐津駅北西）

- 本社鉄道事業本部新幹線部
  - 熊本総合車両所
    - 本所〈幹クマ〉：熊本県熊本市南区（熊本駅南方約10km）
    - 大村車両管理室〈幹クマ〉[31]：長崎県大村市（大村車両基地駅隣接）

  - 川内旧車両基地：鹿児島県薩摩川内市（川内駅構内）

- 長崎支社
  - 佐世保車両センター〈崎サキ〉：長崎県佐世保市（早岐駅構内）

- 大分支社
  - 大分車両センター〈分オイ／大〉：大分県大分市（牧駅横、下郡信号場併設）

- 熊本支社
  - 熊本車両センター〈熊クマ／熊〉：熊本県熊本市西区（熊本駅 - 川尻駅間）

- 鹿児島支社
  - 鹿児島車両センター〈鹿カコ／鹿〉：鹿児島県鹿児島市（鹿児島中央駅 - 郡元駅間）

- 宮崎支社
  - 宮崎車両センター〈鹿ミサ〉：宮崎県宮崎市（南宮崎駅構内）

### 日本貨物鉄道
※は、過去（1987年〈昭和62年〉4月1日以降）車両配置があり、2022年（令和4年）4月1日現在で、車両無配置で留置などを行っている車両基地
- 北海道支社
  - 五稜郭機関区〈五〉：北海道函館市（五稜郭駅北）
  - 苗穂車両所：北海道札幌市東区（苗穂駅構内）
  - 輪西車両所：北海道室蘭市（東室蘭駅 - 輪西駅間）

- 東北支社
  - 仙台総合鉄道部〈仙貨〉（旧・仙台機関区〈仙貨〉←旧・長町機関区〈長〉[例外 12]）[32]：宮城県仙台市宮城野区（東仙台信号場構内）
  - 青森総合鉄道部：青森県青森市（青い森鉄道青森信号所内）
  - ※盛岡総合鉄道部（旧・盛岡機関区〈盛〉）：岩手県盛岡市（盛岡貨物ターミナル駅構内）
  - 郡山車両所：福島県郡山市（JR東日本郡山総合車両センター内）

- 関東支社
  - 東新潟機関区〈東新〉：新潟県新潟市東区（上沼垂信号場 - 大形駅間）
  - 高崎機関区〈髙〉：群馬県高崎市（高崎操車場 - 高崎駅間）
  - 大井機関区〈大井／貨東タミキク〉：東京都品川区（東京貨物ターミナル駅構内）
  - 新鶴見機関区〈新〉：神奈川県川崎市幸区（新鶴見信号場構内）
    - 新鶴見機関区川崎派出〈新〉（旧・川崎機関区〈川〉）：神奈川県川崎市川崎区（川崎貨物駅構内南）

  - ※千葉機関区〈千〉[注 2]（旧・佐倉機関区〈佐〉）：千葉県千葉市中央区（蘇我駅構内）
    - 千葉機関区新小岩派出：東京都葛飾区（新小岩信号所駅構内）

  - ※塩尻機関区篠ノ井派出〈塩〉[注 2]（旧・篠ノ井鉄道部〈篠〉）：長野県長野市（篠ノ井駅南東）
  - 大宮車両所：埼玉県さいたま市大宮区（JR東日本大宮総合車両センター（本所）内）
  - 川崎車両所：神奈川県川崎市川崎区（川崎貨物駅構内東）

- 東海支社
  - 愛知機関区〈愛〉（旧・稲沢機関区〈稲〉）：愛知県稲沢市（清洲駅 - 稲沢駅間）
    - 愛知機関区稲沢派出（愛知機関区構内）

  - ★ 名古屋車両所：愛知県名古屋市中川区（JR東海名古屋工場内）[注 11]

- 関西支社
  - 富山機関区〈富山〉：富山県富山市（富山貨物駅構内）
  - 吹田機関区〈吹〉：大阪府吹田市
  - 岡山機関区〈岡〉：岡山県岡山市北区（岡山貨物ターミナル駅）
  - 広島車両所〈広〉：広島県広島市東区
  - ※幡生機関区厚狭派出〈厚〉[注 2]：山口県下関市（厚狭駅構内）

- 九州支社
  - 門司機関区〈門〉：福岡県北九州市門司区（北九州貨物ターミナル駅・門司駅）
  - 小倉車両所：福岡県北九州市小倉北区（日豊本線西小倉駅 - 南小倉駅間）

## 公営鉄道の車両基地
各車両基地の旧名称は以下の場合も表記する。
- 車両配置区が工場と統合になり名称が変更された（例： 馬込車両検修場（旧・馬込車両工場と旧・馬込検車場が統合））

閉鎖・廃止基地は以下の場合も表記する。
- 工場および検車区などが移転した場合（例：★名城工場（検車設備を名港工場に移転））

### 札幌市交通局
- 南車両基地：北海道札幌市南区（地下鉄南北線の車両を担当。自衛隊前駅近く）
- 東車両基地：北海道札幌市厚別区（地下鉄東西線の車両を担当。ひばりが丘駅近く）
- 西車両基地：北海道札幌市中央区（地下鉄東豊線の車両を担当。東西線西28丁目駅近く）
- 電車事業所：北海道札幌市中央区（市電の車両を担当。電車事業所前停留場近く）

廃止された札幌市電の車庫は札幌市電#営業所・車庫を参照。

### 函館市企業局交通部
- 駒場車庫：北海道函館市（駒場車庫前停留場近く）

### 仙台市交通局
- 富沢車両基地：宮城県仙台市太白区（富沢駅南）
- 荒井車両基地：宮城県仙台市若林区（荒井駅南東）

廃止された仙台市電の車庫は仙台市電#車庫を参照。

### 東京都交通局
- 馬込車両検修場（旧・馬込車両工場と旧・馬込検車場が統合）：東京都大田区（西馬込駅北、馬込庁舎）
- 志村車両検修場（旧・志村車両工場と旧・志村検車場が統合）：東京都板橋区、（西台駅隣接、志村庁舎）
- 大島車両検修場：東京都江東区、東大島駅北）大島庁舎
- 木場車両検修場（高松車庫）（旧・光が丘車両検修場）：東京都練馬区（光が丘駅南西、高松庁舎）
- 木場車両検修場（木場車庫）：東京都江東区（清澄白河駅南東、木場庁舎）
- 荒川車両検修所 東京都荒川区（荒川車庫前停留場隣接）
- ★向島検修区（東京都墨田区、京成電鉄向島駅跡付近。馬込車両検修場に移転、廃止）
- ★高砂検修区（東京都葛飾区、京成電鉄高砂検車区の一部を使用。馬込車両検修場に移転、廃止）

廃止された東京都電の車庫は東京都電車#車庫を参照。

### 横浜市交通局
- 上永谷検車区（修車区）（神奈川県横浜市港南区）
- 新羽検車区（神奈川県横浜市港北区）
- 川和車両基地（神奈川県横浜市都筑区）

廃止された横浜市電の車庫は横浜市電#車庫を参照。

### 名古屋市交通局
- 藤が丘工場（旧・藤ヶ丘工場、愛知県名古屋市名東区・敷地の一部は長久手市にかかる）[33]
- 高畑車庫（愛知県名古屋市中川区）[34]
- 名港工場（旧・名港車庫、愛知県名古屋市港区）[35]
- 大幸車庫（愛知県名古屋市東区）[36]
- 日進工場（愛知県日進市）[37]
- 徳重車庫（愛知県名古屋市緑区）[38]
- ★栄町車庫（愛知県名古屋市中区、栄駅（旧・栄町駅）東、検車設備を池下車庫に移転、本線に転用）[39]
- ★池下車庫（愛知県名古屋市千種区、池下駅直上、検車設備を藤ヶ丘工場に移転、廃止）[40][41][42]
- ★名城工場（愛知県名古屋市中区、名古屋城駅（旧・市役所駅）北、検車設備を名港工場（旧・名港車庫）に移転）[43]
- ★中村検車場（愛知県名古屋市中村区、太閤通駅（旧・中村区役所駅）構内、検車設備を徳重車庫に移転、留置線に転用）[44][45]

廃止された名古屋市電の車庫は名古屋市電の車両基地を参照。

### 神戸市交通局
- 名谷車両基地（兵庫県神戸市須磨区、名谷駅西）山手線・西神線・西神延伸線
- ★西神車庫（兵庫県神戸市西区、西神中央駅北）山手線・西神線・西神延伸線
- 谷上車庫（兵庫県神戸市北区、谷上駅西）北神線
- 御崎車両基地（兵庫県神戸市兵庫区、御崎公園駅 - 和田岬駅間）海岸線

### 京都市交通局
- 竹田車庫（京都府京都市伏見区、竹田駅北西）
- 醍醐車庫（京都府京都市伏見区、醍醐駅隣接）

廃止された京都市電の車庫は京都市電#車庫・営業所を参照。

### 福岡市交通局
- 姪浜車両基地（福岡市西区、姪浜駅西、JR筑肥線下山門駅隣接）
- 橋本車両基地（福岡市西区、橋本駅南東）

### 熊本市交通局
- 交通局本局車庫（交通局前電停、機能の大半は上熊本に移転）
- 上熊本営業所（熊本県熊本市西区、上熊本駅）

### 鹿児島市交通局
- 交通局本局車庫（鹿児島県鹿児島市、神田（交通局前）停留場。市電車庫機能はJT鹿児島工場跡地に2015年〈平成27年〉5月1日に移転）

## 私鉄の車両基地

### 大手私鉄
太字は車両配置のある車両基地（京成電鉄と小田急電鉄は除く）。なお、開設予定の基地は、所属が未定の場合は末尾にまとめて示す。

#### 東京地下鉄
- 上野検車区（東京都台東区、上野駅北）
  - 上野検車区渋谷分室（旧・渋谷検車区、東京都渋谷区、渋谷駅西）
- 中野検車区・中野工場（東京都中野区、中野富士見町駅南または方南町駅東）
  - 中野検車区小石川分室・小石川CR（東京都文京区、茗荷谷駅 - 後楽園駅間）
- 千住検車区（東京都荒川区、南千住駅北）
  - 千住検車区竹ノ塚分室（東京都足立区、東武伊勢崎線竹ノ塚駅南）
- 深川検車区・深川工場（東京都江東区、東陽町駅南）
  - 深川検車区行徳分室（千葉県市川市、妙典駅東）
- 綾瀬検車区・綾瀬工場（東京都足立区、北綾瀬駅北）
- 和光検車区（埼玉県和光市、和光市駅北西）
  - 和光検車区新木場分室・新木場CR（東京都江東区、新木場駅南東）
- 鷺沼検車区・鷺沼工場（神奈川県川崎市宮前区、東急田園都市線鷺沼駅構内）
- 王子検車区（東京都北区、王子神谷駅北）

#### 東武鉄道
- 南栗橋車両管区（埼玉県久喜市、南栗橋駅北）
  - 南栗橋工場（埼玉県久喜市、南栗橋駅北）
  - 春日部支所（旧・春日部検修区、埼玉県春日部市北春日部駅北）
  - 七光台支所（旧・七光台検修区、千葉県野田市、七光台駅北西）
  - 館林出張所（旧・館林検修区、群馬県館林市、館林駅北）
  - 新栃木出張所（旧・新栃木検修区、栃木県栃木市、新栃木駅北）
- 森林公園検修区（埼玉県比企郡滑川町、森林公園駅北）
- 下今市機関区（栃木県日光市、下今市駅隣接）
- とうきょうスカイツリー駅電留線（東京都墨田区、とうきょうスカイツリー駅東）
- 下板橋駅電留線（東京都板橋区、下板橋駅西）
- 高柳電留線（千葉県柏市、高柳駅北西）

#### 京成電鉄
- 高砂検車区（東京都葛飾区、京成高砂駅東）
- 津田沼検車区（千葉県習志野市、京成津田沼駅）
- 宗吾車両基地（千葉県印旛郡酒々井町、宗吾参道駅）
- くぬぎ山車両基地（千葉県松戸市、鎌ケ谷市、くぬぎ山駅南東）
- ★五香車両基地（千葉県松戸市、くぬぎ山車輌基地移転に伴い廃止）

#### 東急電鉄
- 長津田検車区（神奈川県横浜市緑区、長津田駅西）
  - 長津田検車区鷺沼車庫（旧・鷺沼検車区、神奈川県川崎市宮前区、鷺沼駅構内、東京地下鉄鷺沼検車区隣接）
- 元住吉検車区（神奈川県川崎市中原区、元住吉駅隣接）
  - 元住吉検車区奥沢車庫（旧・奥沢検車区、東京都世田谷区、奥沢駅構内、現在は留置線のみ）
- 雪が谷検車区（東京都大田区、雪が谷大塚駅南）
  - 雪が谷検車区上町班（旧・上町検車区、東京都世田谷区、上町駅隣接）
- 長津田車両工場（神奈川県横浜市青葉区、恩田駅構内）
- 梶が谷車庫（神奈川県川崎市高津区、梶が谷駅南西）

#### 小田急電鉄
- 大野総合車両所（神奈川県相模原市南区、相模大野駅南西）
- 喜多見検車区（東京都世田谷区、成城学園前駅 - 喜多見駅間北）
  - 唐木田出張所（東京都多摩市、唐木田駅南西）
- 海老名検車区（神奈川県海老名市、海老名駅隣接）
  - 小田原出張所（神奈川県小田原市、小田原駅構内）
  - ★大野出張所（神奈川県相模原市南区、相模大野駅構内）

#### 京浜急行電鉄
- 車両管理区（旧・久里浜検車区、神奈川県横須賀市、京急ファインテック久里浜事業所隣接）
- 新町検車区（神奈川県横浜市神奈川区、神奈川新町駅西）
- 金沢検車区（神奈川県横浜市金沢区、金沢文庫駅南）
- 京急ファインテック久里浜事業所（旧・京急久里浜工場、神奈川県横須賀市、北久里浜駅 - 京急久里浜駅間）

#### 西武鉄道
- 池袋線車両所小手指車両基地（旧・小手指車両管理所、埼玉県所沢市、小手指駅構内）
  - 保谷電留線（旧・保谷車両管理所、東京都西東京市、保谷駅構内）夜間のみ小手指より2名出張。
- 池袋線車両所武蔵丘車両基地（旧・武蔵丘車両管理所、埼玉県飯能市、武蔵丘車両検修場隣接）
- 池袋線車両所山口車両基地（旧・山口線管理所、埼玉県所沢市、西武山口線西武球場前駅構内）
- 池袋線車両所横瀬車両基地 （旧・横瀬車両管理所、埼玉県横瀬町、横瀬駅構内）
- 新宿線車両所南入曽車両基地（旧・南入曽車両管理所、埼玉県狭山市、新所沢駅 - 入曽駅間）
  - 上石神井車両基地（旧・上石神井車両管理所、東京都練馬区、上石神井駅構内）南入曽より昼間2名・夜間3名出張。
- 新宿線車両所玉川上水車両基地（旧・玉川上水車両管理所、東京都東大和市、玉川上水駅構内）
- 新宿線車両所白糸台車両基地 （旧・北多磨車両管理所、東京都府中市、白糸台駅構内）
- 武蔵丘車両検修場（埼玉県日高市、東飯能駅 - 高麗駅間）
- ★所沢車両工場（埼玉県所沢市、武蔵丘車両検修場移転に伴い廃止）

#### 京王電鉄
- 若葉台検車区・若葉台工場（神奈川県川崎市麻生区、若葉台駅構内）
  - 若葉台検車区桜上水派出所（旧・桜上水検車区、東京都世田谷区、桜上水駅構内）
- 高幡不動検車区（東京都日野市、高幡不動駅構内）
- 富士見ヶ丘検車区・若葉台工場富士見ヶ丘作業場（東京都杉並区、富士見ヶ丘駅構内）

#### 相模鉄道
- かしわ台車両センター（旧・かしわ台工機所、神奈川県海老名市、かしわ台駅構内）
- 西横浜留置線（神奈川県横浜市西区、西横浜駅構内）
- 相模大塚駅留置線（神奈川県大和市、相模大塚駅構内）

#### 名古屋鉄道
2019年現在の車両基地
定期検査や大規模修繕を行う検査場と日常検査を行う検車支区がある。この他にも栄生電留線など駅構内に留置設備をもつ駅が多数あるが、検査等は行われない。
- 舞木検査場（旧・舞木定期検査場、愛知県岡崎市、舞木信号場分岐）
- 犬山検査場（犬山検車区）（愛知県犬山市、広見線犬山駅近接）
  - 新川検車支区（旧・新川工場→新川検車区、愛知県清須市、須ヶ口駅構内）
  - 茶所検車支区（旧・茶所検車区、岐阜県岐阜市、茶所駅隣接）
  - 豊明検車支区（旧・豊明検車区、愛知県豊明市、豊明駅構内）
  - 猿投検車支区（旧・猿投検車区、愛知県豊田市、猿投駅構内）
  - 尾張旭検車支区（旧・尾張旭検車区、愛知県尾張旭市、尾張旭駅近接）

過去の車両基地
工場が現在の検査場に、検車区が検車支区に相当する。検車区は検車場と呼ばれていた時期があるほか、規模や目的の違いから貨車区、車庫、分庫などもあった。「喜多山工場→喜多山車庫→喜多山検車区」など、同じ車両基地でも組織改編により時期によって名称も変化した（ここでは一例のみ掲載）。
- ★鳴海工場（愛知県名古屋市緑区、鳴海駅構内、1997年廃止）
- ★刈谷工場（愛知県刈谷市、刈谷駅近接。1968年〈昭和43年〉廃止）
- ★喜多山工場（愛知県名古屋市守山区、喜多山駅構内、2007年〈平成19年〉廃止）
- ★岐阜工場 (I)（岐阜県岐阜市、新岐阜駅前電停近接、1967年〈昭和42年〉廃止）
- ★岐阜工場 (II)（岐阜県岐阜市、市ノ坪駅構内、2005年〈平成17年〉廃止）
- ★国府検車区（愛知県豊川市、国府駅構内、1954年〈昭和29年〉廃止）
- ★栄生検車区（愛知県名古屋市西区、栄生駅構内、1960年〈昭和35年〉ごろ廃止）
- ★太田川検車区（愛知県東海市、太田川駅構内、1985年〈昭和60年〉廃止）
- ★岩倉検車区（愛知県丹羽郡岩倉町、岩倉駅構内、1960年ごろ廃止）
- ★新可児検車場（岐阜県可児市、新可児駅構内、2001年〈平成13年〉廃止）
- ★御嵩検車区（岐阜県可児郡中町、御嵩口駅構内、1952年〈昭和27年〉廃止）
- ★三条検車区（愛知県起町、尾張三条電停構内、1954年〈昭和29年〉廃止）
- ★黒野検車区（岐阜県揖斐郡大野町、黒野駅構内、2005年廃止）
- ★西尾車庫（愛知県西尾市、西尾駅構内、1960年廃止）
- ★西浦車庫（愛知県宝飯郡西浦町、西浦駅構内、1947年〈昭和22年〉廃止）
- ★津島車庫（愛知県津島市、津島駅構内、1952年廃止）
- ★小牧車庫（愛知県小牧市、小牧駅構内、1964年〈昭和39年〉廃止）
- ★那加車庫（岐阜県各務原市、新那加駅構内、1964年廃止）
- ★高師車庫（愛知県豊橋市、高師駅構内、1954年豊橋鉄道に移管）
- ★岡崎車庫（愛知県岡崎市、車庫前電停隣接、1962年〈昭和37年〉廃止）
- ★大曽根車庫（愛知県名古屋市東区、大曽根駅構内、1946年〈昭和21年〉廃止）
- ★モノレール車庫（愛知県犬山市、動物園駅構内、2008年廃止）
- ★竹鼻分庫（岐阜県羽島市、竹鼻駅構内、1962年廃止）
- ★美濃町分庫（岐阜県美濃市、美濃駅構内、1960年ごろ廃止）

未成の車両基地
- 間内車庫（愛知県春日井市、間内駅隣接）

#### 近畿日本鉄道
2018年現在
- 富吉検車区（愛知県海部郡蟹江町、富吉駅構内）
  - 米野車庫（愛知県名古屋市中村区、米野駅隣接）
- 明星検車区（三重県多気郡明和町、明星駅構内）
  - 白塚車庫（三重県津市、白塚駅隣接）
- 塩浜検修車庫（三重県四日市市、塩浜駅西）
- 西大寺検車区（奈良県奈良市、大和西大寺駅南東）
  - 新田辺車庫（京都府京田辺市、新田辺駅北西）
  - 宮津車庫（京都府京田辺市、近鉄宮津駅西）
- 東花園検車区（大阪府東大阪市、東花園駅東）
  - 東生駒車庫（奈良県生駒市、東生駒駅北東）
  - 登美ヶ丘車庫（奈良県奈良市、学研北生駒駅 - 学研奈良登美ヶ丘駅間南側）
- 高安検車区（大阪府八尾市、高安駅南）
  - 五位堂車庫（奈良県香芝市、五位堂駅南西）
  - 名張車庫（三重県名張市、名張駅北）
  - 青山町車庫（三重県伊賀市、青山町駅構内）
- 高安検修センター（大阪府八尾市、高安駅西）
- 五位堂検修車庫（奈良県香芝市、五位堂駅南西）
- 古市検車区（大阪府羽曳野市、古市駅南西）
  - 天美車庫（大阪府松原市、河内天美駅東）
  - 六田車庫（奈良県吉野郡大淀町、六田駅構内）

#### 南海電気鉄道
- 住ノ江検車区（大阪府大阪市住之江区、住ノ江駅構内）
  - 羽倉崎検車支区（大阪府泉佐野市・田尻町、羽倉崎駅 - 吉見ノ里駅間）
  - 和歌山出張場（和歌山県和歌山市、和歌山市駅隣接）
- 小原田検車区（和歌山県橋本市、御幸辻駅 - 橋本駅間）
  - 千代田検車支区（大阪府河内長野市、千代田駅 - 河内長野駅間）
- 千代田工場（大阪府河内長野市、千代田駅 - 河内長野間）
- 光明池車庫（大阪府和泉市、光明池駅南西）

#### 京阪電気鉄道
- 寝屋川車両工場（大阪府寝屋川市、萱島駅 - 寝屋川市駅間）
- 寝屋川車庫（大阪府寝屋川市、萱島駅 - 寝屋川市駅間）
- 淀車庫（京都府京都市伏見区、石清水八幡宮駅 - 淀駅間）
- 四宮車庫（京都府京都市山科区、四宮駅構内）
- 錦織車庫（滋賀県大津市、近江神宮前駅北）

#### 阪急電鉄
- 西宮車庫（兵庫県西宮市、西宮北口駅東）
- 平井車庫（兵庫県宝塚市、雲雀丘花屋敷駅西）
- 正雀工場（大阪府摂津市、正雀駅北東）
- 正雀車庫（大阪府摂津市、正雀駅北東・正雀工場隣接）
- 桂車庫（京都府京都市、桂駅北）

#### 阪神電気鉄道
- 尼崎工場・尼崎車庫（兵庫県尼崎市、尼崎駅東）
- 石屋川車庫（兵庫県神戸市東灘区、石屋川駅西）

#### 西日本鉄道
- 筑紫車両基地（福岡県筑紫野市、筑紫駅南東）
- 柳川車両基地（福岡県柳川市、西鉄柳川駅 - 徳益駅間東側）
- 多々良車両基地（福岡県福岡市東区、貝塚駅北側）

### 準大手・地方私鉄の車両基地

#### 東北地方
弘南鉄道
- 平賀検車区（青森県平川市、平賀駅構内）
- 津軽大沢車両検修所（青森県弘前市、津軽大沢駅構内）
- 西弘前車庫（青森県弘前市、西弘前駅構内、弘前電気鉄道引継。津軽大沢車両検修所移転に伴い廃止）

津軽鉄道
- 五所川原機関区（青森県五所川原市、津軽五所川原駅構内）

福島交通
- 桜水車庫（福島県福島市、桜水駅構内）

貨物専業鉄道
秋田臨海鉄道（日本貨物鉄道のグループ会社であるが、便宜上ここに表記）
- 秋田港機関区（秋田県秋田市、秋田港駅構内）

#### 関東地方
東京モノレール（東日本旅客鉄道の子会社であるが、便宜上ここに表記）
- 昭和島車両区（東京都大田区、昭和島駅構内）

江ノ島電鉄
- 極楽寺検車区（神奈川県鎌倉市、極楽寺駅構内）

湘南モノレール
- 深沢車庫（神奈川県鎌倉市、湘南深沢駅南西）

小田急箱根
- 入生田検車区（神奈川県小田原市、入生田駅構内）

秩父鉄道
- 広瀬川原車両基地（埼玉県熊谷市、ひろせ野鳥の森駅 - 大麻生駅間）

関東鉄道
- 水海道車両区・水海道検修区（旧・水海道機関区、茨城県常総市、小絹駅 - 水海道駅間南水海道信号所構内）[52]
- 竜ヶ崎機関区（茨城県龍ケ崎市、竜ヶ崎駅構内）

小湊鉄道
- 五井機関区（千葉県市原市、五井駅構内）

上毛電気鉄道
- 大胡車両区（群馬県前橋市、大胡駅構内）

上信電鉄
- 高崎車両区（群馬県高崎市、高崎駅構内）

流鉄
- 流山検車区（千葉県流山市、流山駅構内）

伊豆箱根鉄道大雄山線
- 大雄山線分工場（神奈川県南足柄市、大雄山駅構内）

銚子電気鉄道
- 仲ノ町車庫（千葉県銚子市、仲ノ町駅構内）

#### 中部地方
富士山麓電気鉄道（富士急行の子会社）
- 鉄道技術センター（山梨県富士吉田市、富士山駅構内）

アルピコ交通
- 新村車庫（長野県松本市、新村駅構内）

長野電鉄
- 須坂車両工場（長野県須坂市、須坂駅構内）

伊豆急行
- 伊豆高原電車区（静岡県伊東市、伊豆高原駅北東）

伊豆箱根鉄道駿豆線
- 大場電車工場（静岡県三島市、大場駅北）

静岡鉄道
- 長沼車庫（静岡県静岡市葵区、長沼駅北）

大井川鐵道
- 新金谷車両区（静岡県島田市、新金谷駅構内）
- 両国車両区（静岡県榛原郡川根本町、川根両国駅構内）

遠州鉄道
- 西鹿島検車場（静岡県浜松市天竜区、西鹿島駅北）

豊橋鉄道
- 豊橋鉄道車両区（愛知県豊橋市、高師駅に併設）
- 赤岩口分区（愛知県豊橋市、赤岩口停留場南）

養老鉄道
- 大垣車庫（旧・近畿日本鉄道富吉検車区大垣車庫、岐阜県大垣市、西大垣駅構内）

三岐鉄道
- 保々車両区（三重県四日市市、三岐線保々駅構内）
- 北大社車両管理区（三重県員弁郡東員町、北勢線北大社信号場構内）

富山地方鉄道
- 稲荷町テクニカルセンター（富山県富山市、稲荷町駅構内）
- 南富山車両区（富山県富山市、南富山駅構内）
- 城川原車庫 (富山県富山市、城川原駅構内)

北陸鉄道
- 鶴来車両工場（石川県白山市、鶴来駅構内）
- 内灘検車区（石川県河北郡内灘町、内灘駅構内）

福井鉄道
- 西武生工場 (福井県越前市、北府駅構内)

#### 近畿地方
大阪市高速電気軌道
- 森ノ宮車両管理事務所

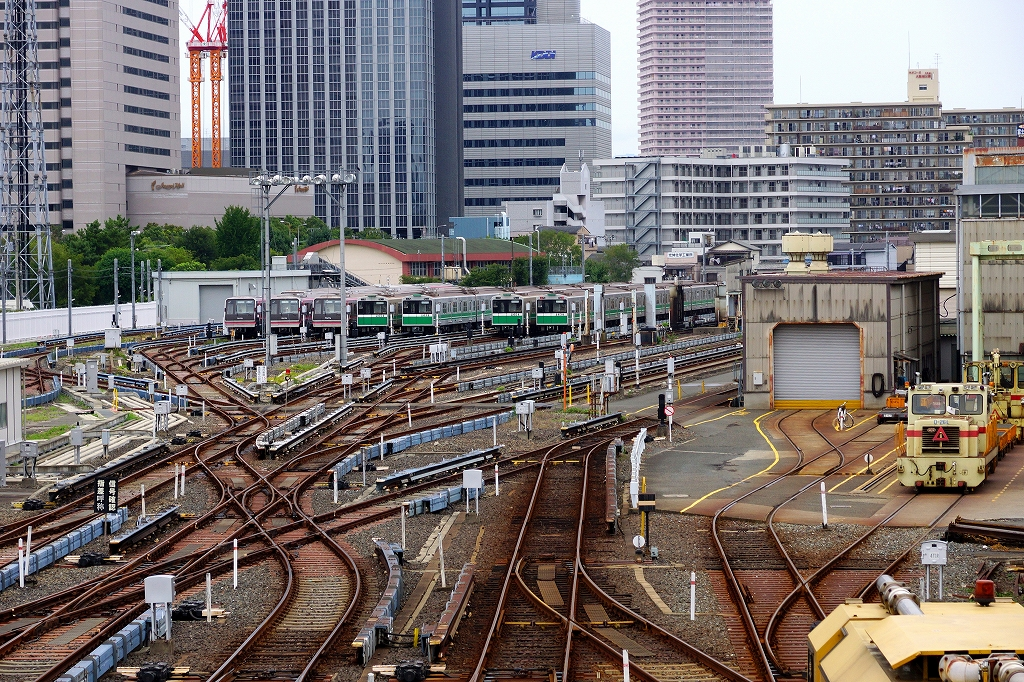
森之宮検車場

  - 森之宮検車場（大阪府大阪市、森ノ宮駅北東）
  - 鶴見検車場（大阪府大阪市、鶴見緑地駅南西）
    - 鶴見緑地北車庫（大阪府大阪市、清水駅南東）

  - 大日検車場（大阪府守口市、大日駅西）
    - 八尾車庫（大阪府八尾市、八尾南駅北）

  - 東吹田検車場（大阪府吹田市、阪急京都本線正雀駅南）
- 緑木車両管理事務所
  - 緑木検車場（大阪府大阪市、北加賀屋駅南西）
  - 中百舌鳥検車場（大阪府堺市、中百舌鳥駅北）
  - 南港検車場（大阪府大阪市、中ふ頭駅南西）

廃止された大阪市電（大阪市交通局時代）の車庫は大阪市電#車庫を参照。
山陽電気鉄道
- 東須磨車庫（兵庫県神戸市須磨区、東須磨駅西）
- 東二見車両基地（兵庫県明石市、東二見駅西）
- 飾磨車庫（兵庫県姫路市、飾磨駅西）

神戸電鉄
- 鈴蘭台車両基地（兵庫県神戸市北区、鈴蘭台駅南）
- 見津車庫（兵庫県神戸市西区、木津駅 - 木幡駅間見津信号所構内）
- 道場南口車両留置施設（兵庫県神戸市北区、道場南口駅南）

叡山電鉄
- 修学院車庫（京都府京都市左京区、修学院駅構内）

京福電気鉄道
- 西院車庫（京都府京都市右京区、西院駅北）

能勢電鉄
- 平野車庫・平野工場（兵庫県川西市、平野駅南）

北大阪急行電鉄
- 桃山台車庫（大阪府吹田市、桃山台駅西）

和歌山電鐵（岡山電気軌道の子会社であるが、便宜上ここに表記）
- 伊太祁曽車両基地（和歌山県和歌山市、伊太祈曽駅構内）

阪堺電気軌道
- 大和川検車区（大阪府大阪市住吉区、我孫子道停留場南）

#### 中国地方
岡山電気軌道

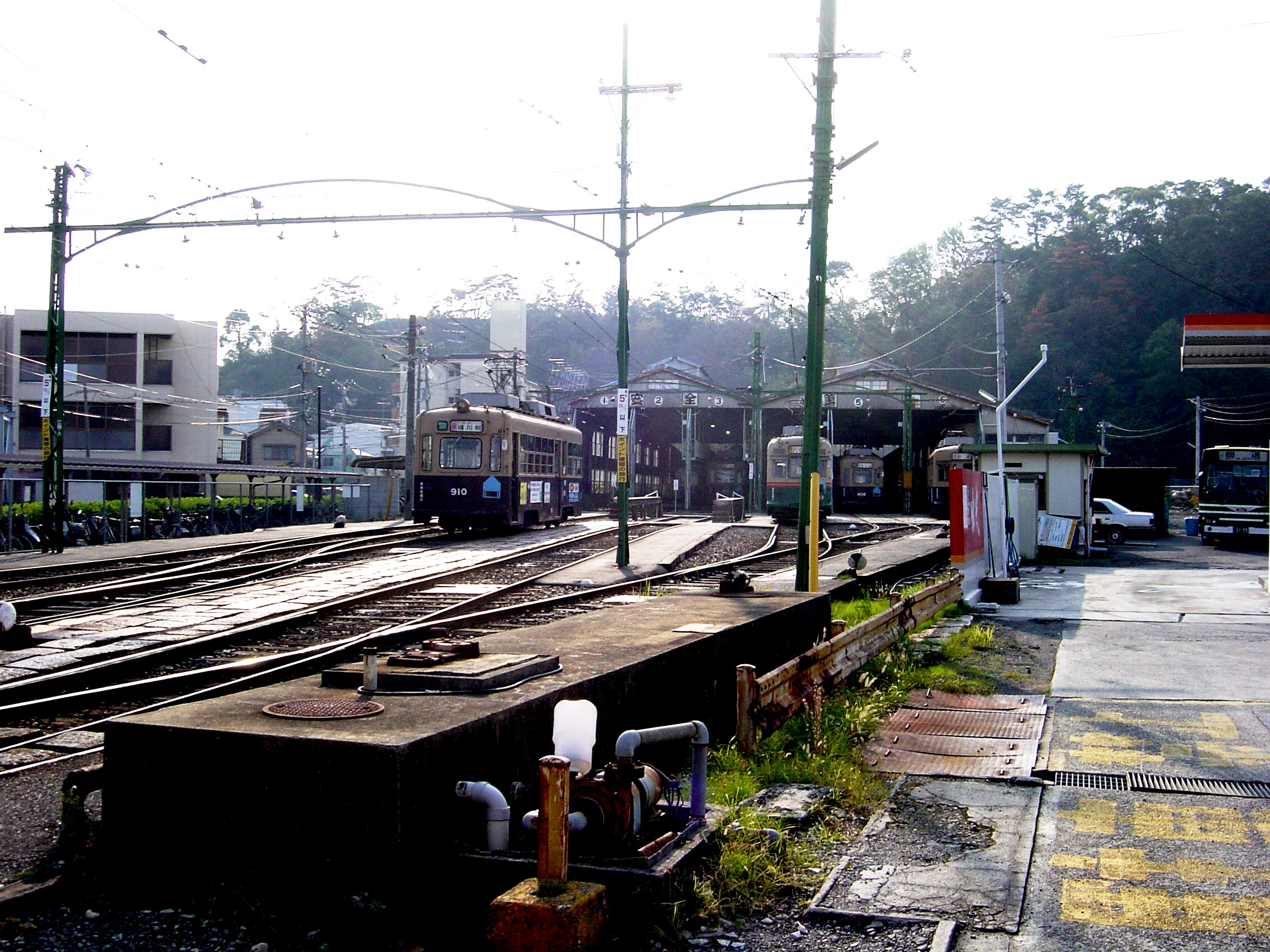
江波車庫（広島県・広島電鉄）

- 東山車庫（岡山県岡山市中区、東山・おかでんミュージアム駅停留場北側）

広島電鉄
- 江波車庫（広島県広島市中区、江波線江波停留場）
- 千田車庫（広島県広島市中区、宇品線広電本社前停留場）
- 荒手車庫（広島県広島市西区、宮島線商工センター入口駅）

広島高速交通
- 長楽寺車庫（広島県広島市安佐南区、長楽寺駅）

一畑電車
- 平田車庫（島根県平田市、雲州平田駅）

#### 四国地方
高松琴平電気鉄道
- 仏生山工場（香川県高松市、琴平線仏生山駅）
- 今橋工場（香川県高松市、志度線今橋駅）

とさでん交通
- 桟橋車庫（高知県高知市、桟橋通四丁目停留場－桟橋車庫前停留場間）

伊予鉄道
- 古町車両工場（愛媛県松山市、古町駅北）

#### 九州地方
長崎電気軌道
- 浦上車庫（長崎県長崎市、浦上車庫停留場）
- 蛍茶屋車庫

筑豊電気鉄道
- 楠橋車庫

島原鉄道
- 島原船津駅構内（長崎県島原市）

熊本電気鉄道
- 北熊本車両工場（熊本県熊本市北区、北熊本駅構内）

## 第三セクターの車両基地

### 北海道地方
道南いさりび鉄道
- （北海道函館市、JR北海道函館運輸所構内）

### 東北地方
青い森鉄道
- 運輸管理所（青森県青森市、青森信号場構内）

IGRいわて銀河鉄道
- 運輸管理所（岩手県盛岡市、JR東日本盛岡車両センター隣接）

三陸鉄道
- 運行本部（岩手県宮古市、宮古駅構内）
- 運行本部久慈派出所（岩手県久慈市、久慈駅構内）
- 運行本部大船渡派出所（岩手県大船渡市、盛駅構内）

秋田内陸縦貫鉄道
- 阿仁合運転区（秋田県北秋田市、阿仁合駅構内）

由利高原鉄道
- 矢島運転車両基地（秋田県由利本荘市、矢島駅構内）

山形鉄道
- 荒砥運転所（山形県西置賜郡白鷹町、荒砥駅構内）

阿武隈急行
- 梁川車両基地（福島県伊達市、梁川駅 - 新田駅間東側）

会津鉄道
- 会津田島車両基地（福島県南会津郡南会津町、会津田島駅構内）

貨物専業鉄道
八戸臨海鉄道
- 八戸貨物機関区（青森県八戸市、八戸貨物駅構内）

岩手開発鉄道
- （運輸課車両グループ、岩手県大船渡市、盛駅 - 長安寺駅間）

仙台臨海鉄道
- 仙台港機関区（宮城県仙台市宮城野区、仙台港駅構内）

福島臨海鉄道
- 小名浜機関区（福島県いわき市、小名浜駅構内）

### 関東地方
首都圏新都市鉄道

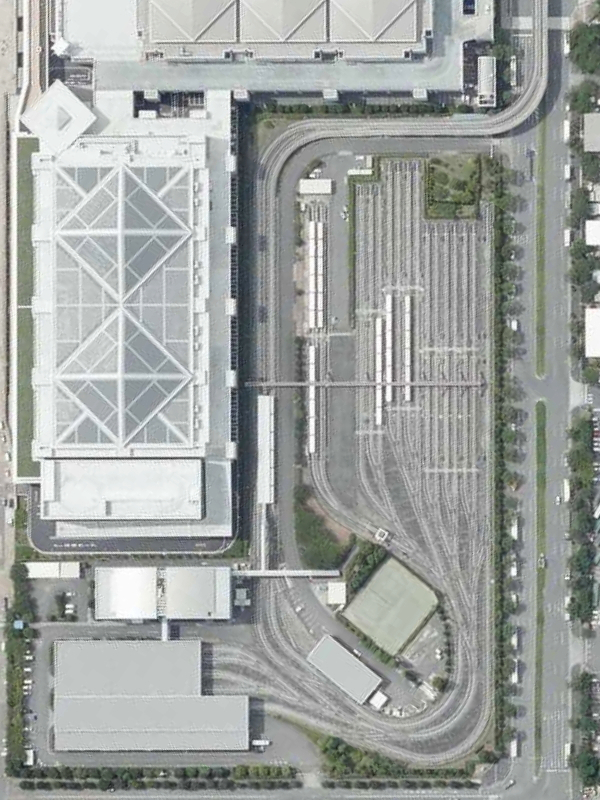
東京臨海新交通臨海線・有明車両基地の空中写真（2019年8月撮影）

- つくばエクスプレス総合基地（茨城県守谷市・つくばみらい市、守谷駅北）

ひたちなか海浜鉄道
- 湊機関区（茨城県ひたちなか市、那珂湊駅構内）

鹿島臨海鉄道
- 神栖車両区（茨城県神栖市、神栖駅構内）

真岡鐵道
- 検修区（栃木県真岡市、真岡駅構内）

宇都宮ライトレール
- 平石車両基地（栃木県宇都宮市、平石停留場南）

東京臨海高速鉄道
- 東臨運輸区（東京都品川区、東京貨物ターミナル駅隣接）

ゆりかもめ
- 有明車両基地（東京都江東区、有明駅南、東京ビッグサイト隣接）

多摩都市モノレール
- 運営基地（東京都立川市、高松駅北西）

千葉都市モノレール
- 萩台車両基地（千葉県千葉市稲毛区、動物公園駅隣接）

北総鉄道・千葉ニュータウン鉄道
- 印旛車両基地（千葉県印西市、印西牧の原駅 - 印旛日本医大駅間）
- ★西白井車庫（千葉県白井市、西白井駅構内、印旛車両基地移転につき廃止）

東葉高速鉄道
- 八千代緑が丘車両基地（千葉県八千代市、八千代緑が丘駅北東）

山万（ユーカリが丘線）（山万は第3セクターではないが、便宜上ここに表記）
- 車両基地（千葉県佐倉市、女子大駅構内）

埼玉高速鉄道
- 浦和美園車両基地（埼玉県さいたま市緑区、浦和美園駅北）

埼玉新都市交通
- 丸山車両基地（埼玉県北足立郡伊奈町、丸山駅下）

わたらせ渓谷鐵道
- 大間々検修庫（群馬県みどり市、大間々駅構内）

横浜シーサイドライン
- 幸浦車両基地（神奈川県横浜市金沢区、並木中央駅東）

貨物専業鉄道
京葉臨海鉄道
- 機関区（千葉県千葉市中央区、千葉貨物駅構内）

神奈川臨海鉄道
- 塩浜機関区（神奈川県川崎市川崎区、川崎貨物駅構内）
- 横浜機関区（神奈川県横浜市中区、横浜本牧駅構内）

### 中部地方
富士急行（富士山麓電気鉄道）
天竜浜名湖鉄道
- 天竜車両区（静岡県浜松市天竜区）

愛知環状鉄道
- 北野桝塚車両基地（愛知県豊田市）

愛知高速交通
- 本社・車両基地（愛知県長久手市）

名古屋臨海高速鉄道
- 潮凪車庫（愛知県名古屋市港区）

樽見鉄道
- 本巣機関区（岐阜県本巣市、本巣駅構内）

明知鉄道
- 本社・車両基地（岐阜県恵那市、明智駅構内）

長良川鉄道
- 本社・車両基地（岐阜県関市、関駅構内）

伊勢鉄道
- 本社・車両基地（三重県鈴鹿市、玉垣駅構内）

伊賀鉄道
- 上野市車庫（旧・近畿日本鉄道高安検車区上野市車庫、三重県伊賀市、上野市駅構内）

四日市あすなろう鉄道
- 内部車庫（旧・近畿日本鉄道富吉検車区内部車庫、三重県四日市市、内部駅構内）

北越急行
- 六日町運輸区（新潟県南魚沼市）

えちごトキめき鉄道
- 直江津運転センター（新潟県上越市、JR東日本直江津運輸区構内）

しなの鉄道
- 戸倉車両基地（長野県千曲市、戸倉駅構内）

あいの風とやま鉄道
- 運転管理センター（富山県富山市、金沢総合車両所富山支所構内）

万葉線
- 米島口車庫（富山県高岡市、米島口アルビス米島店駅構内）

IRいしかわ鉄道
- 車両センター（石川県金沢市、金沢総合車両所運用検修センター構内）

のと鉄道
- 穴水運輸区（石川県鳳珠郡穴水町、穴水駅構内）

ハピラインふくい
- 車両管理センター（福井県福井市、南福井駅構内）

えちぜん鉄道
- 福井口車庫（福井県福井市、福井口駅）

貨物専業鉄道
名古屋臨海鉄道
- 東港機関区（愛知県名古屋市南区、東港駅構内）

衣浦臨海鉄道
- 半田埠頭機関区（愛知県半田市、半田埠頭駅構内）

### 近畿地方
京都丹後鉄道
- 西舞鶴運転所（京都府舞鶴市、西舞鶴駅）
- 福知山運転所（京都府福知山市、荒河かしの木台駅南）

大阪モノレール
- 万博車両基地（大阪府吹田市、万博記念公園駅南西）

神戸新交通
- 中埠頭車両基地（兵庫県神戸市、南公園駅 - 中埠頭駅間）
- 六甲島検車場（兵庫県神戸市、マリンパーク駅南）

北条鉄道
- 北条町運輸区（兵庫県加西市、北条町駅構内）

### 中国地方
智頭急行
- 大原事業所（岡山県美作市、大原駅構内）

水島臨海鉄道
- 機関区（岡山県倉敷市、倉敷貨物ターミナル駅構内）

井原鉄道
- 本社車両基地（岡山県井原市、早雲の里荏原駅構内）

若桜鉄道
- 車庫（鳥取県八頭郡若桜町、若桜駅構内）

錦川鉄道
- 錦町車庫（山口県岩国市、錦町駅）

### 四国地方
阿佐海岸鉄道
- 宍喰車庫（徳島県海部郡海陽町、宍喰駅）

土佐くろしお鉄道
- 運転区（高知県四万十市、中村駅）
- 安芸事業本部（高知県安芸市、安芸駅）

### 九州地方
松浦鉄道
- 佐々車両基地（長崎県北松浦郡佐々町）

北九州高速鉄道
- 企救丘車両基地（福岡県北九州市小倉南区、企救丘駅東側）

平成筑豊鉄道
- 検修庫（福岡県田川郡福智町、金田駅構内）
- 瀬戸町車庫（福岡県北九州市門司区）

南阿蘇鉄道
- 高森検修庫（熊本県阿蘇郡高森町、高森駅構内）

肥薩おれんじ鉄道
- 出水車両基地（鹿児島県出水市、出水駅構内）

くま川鉄道
- 検修庫（熊本県人吉市、人吉駅構内）